# باريت سترونج
باريت سترونج (بالإنجليزية: Barrett Strong)‏ هو مغني وكاتب أغاني ومنتج أسطوانات أمريكي، ولد في 5 فبراير 1941 في ويست بوينت في الولايات المتحدة.

## وفاته
توفي باريت سترونج في 28 يناير 2023 عن عمر ناهز الحادية والثمانين.

## وصلات خارجية
- باريت سترونج على موقع IMDb (الإنجليزية)
- باريت سترونج على موقع ميوزك برينز (الإنجليزية)
- باريت سترونج على موقع إن إن دي بي (الإنجليزية)
- باريت سترونج على موقع أول ميوزيك (الإنجليزية)
- باريت سترونج على موقع ديسكوغز (الإنجليزية)